# Région du nord (Singapour)

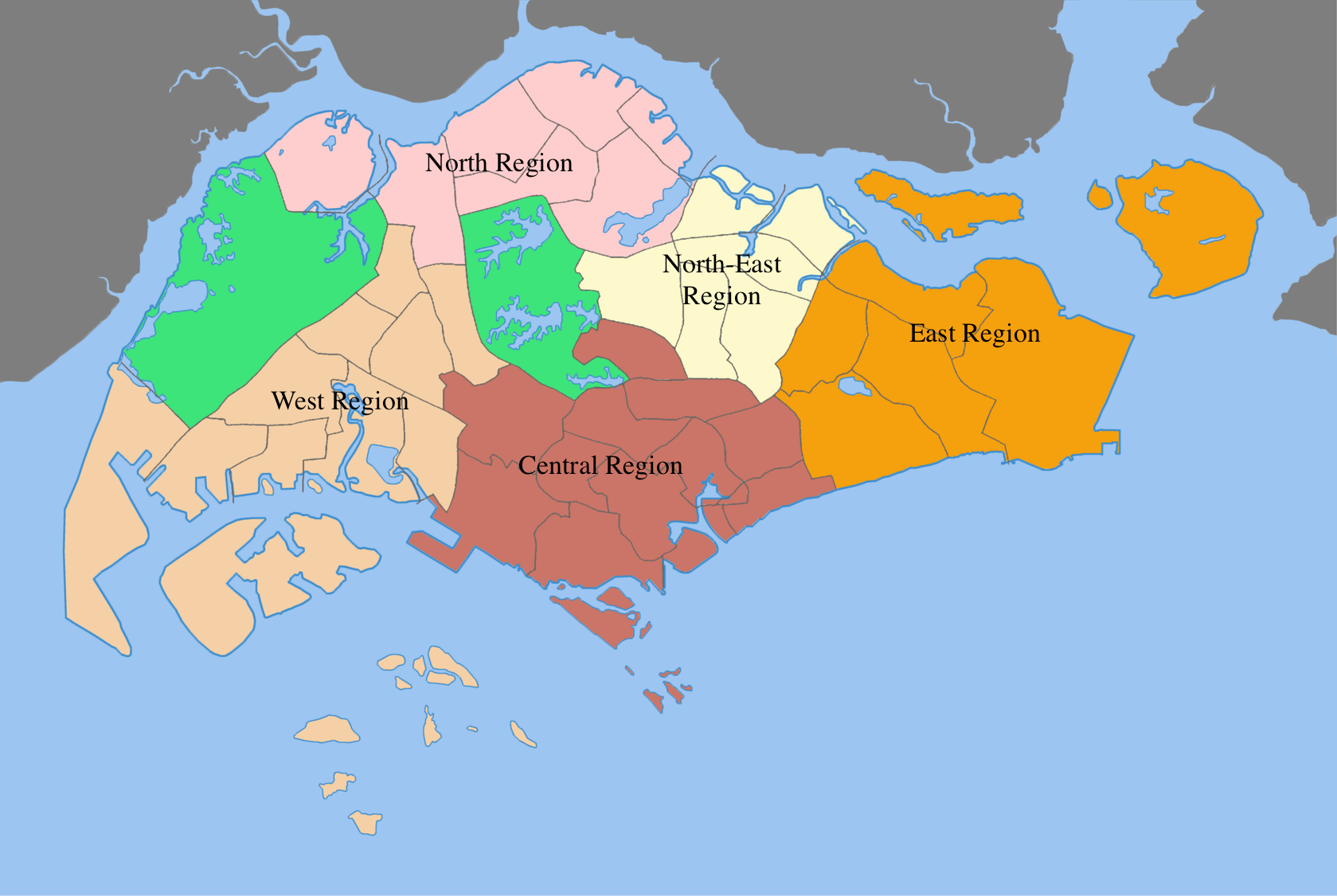
La Région du nord en rose sur la carte

La Région du nord est l'une des cinq régions qui constituent la cité-État de Singapour. Elle s'étend sur 134,5 km2 et comprend huit zones de développement urbain (Central Water Catchment, Lim Chu Kang, Mandai, Sembawang, Simpang, Sungei Kadut, Woodlands et Yishun). Plus de 530 000 personnes y vivent en 2015.